# Liuleakovo, Burgas
Liuleakovo (în bulgară Люляково) este un sat în comuna Ruen, regiunea Burgas,  Bulgaria. 

## Demografie
Componența etnică a satului Liuleakovo
     Bulgari (21,25%)
     Turci (67,9%)
     Nicio identificare (10,83%)
     Altele (0%)
La recensământul din 2011, populația satului Liuleakovo era de 1.717 locuitori. Din punct de vedere etnic, majoritatea locuitorilor (67,9%) erau turci, cu o minoritate de bulgari (21,25%). Pentru 10,83% din locuitori nu este cunoscută apartenența etnică.